# José Rumbia
José Rumbia Guzmán (Tlacolula, Oaxaca, 19 de marzo de 1865-Tlaxcala, Tlaxcala, 22 de febrero de 1913) fue un profesor, líder sindical, pastor metodista y político maderista que participó en la Huelga de Río Blanco en Veracruz como uno de los principales líderes sindicalistas que fue encarcelado y liberado. Fue fundador y pastor de comunidades protestantes metodistas e impulsó la regeneración de presos a través de la educación fundando escuelas al interior de las cárceles. Como político fue secretario particular del gobernador electo de Tlaxcala Antonio Hidalgo Sandoval al triunfo de la revolución maderista y el derrocamiento de Porfirio Díaz y el gobernador Próspero Cahuantzi en Tlaxcala. Durante los eventos de la decena trágica fue aprehendido por soldados rebeldes y fusilado en el interior del Palacio de Gobierno de Tlaxcala siendo posteriormente arrojado su cuerpo a un lote baldío ya que no fue reclamado por su familia.